# 은하수 (1996년 드라마)
은하수는 1996년 3월 4일부터 1996년 8월 31일까지 방영된 한국방송공사 TV소설이다. 신인들의 설익은 연기, 지나치게 젊어 보이는 임채무와 윤미라의 분장이 옥의 티로 지적됐고 이 작품부터 KBS TV 소설은 한동안 1TV에서 방송된 한편 KBS 자체제작으로 변경됐다.

## 제작진
- 해설 : 박윤아
- 극본 : 박지현
- 연출 : 김현준

## 등장 인물
- 유호정/유세민 : 김영희
- 김명수
- 박상아/신진희 : 김영미
- 안정훈 : 영미의 남편 송 선생
- 서인석 : 김만득
- 김영란 : 만득의 아내 성자
- 임채무
- 윤미라 : 오정미
- 정하완
- 송나영
- 손창준/안치성 : 김현철
- 윤손하
- 이의정

## 참고 사항
- 당초 유호정 (성인 김영희 역) 외에도 전도연, 이민우 등이 성인 김영미와 김현철 역으로 각각 출연할 예정이었으나 전도연은 KBS 1TV 일일연속극 사랑할때까지 출연 때문에[2], 이민우는 갑상선 종양으로 연기 활동을 중단하여[3] 고사한 바 있었다.
- 결국 성인 김영미는 박상아, 성인 김현철은 손창준이 대신했는데 담당 PD 김현준씨는 성인 김영미 역으로 낙점될 뻔한 전도연이 당시 출연하고 있었던 KBS 1TV 사랑할때까지의 후속작인 정 때문에의 담당 연출자였다.